# Edin Løvås

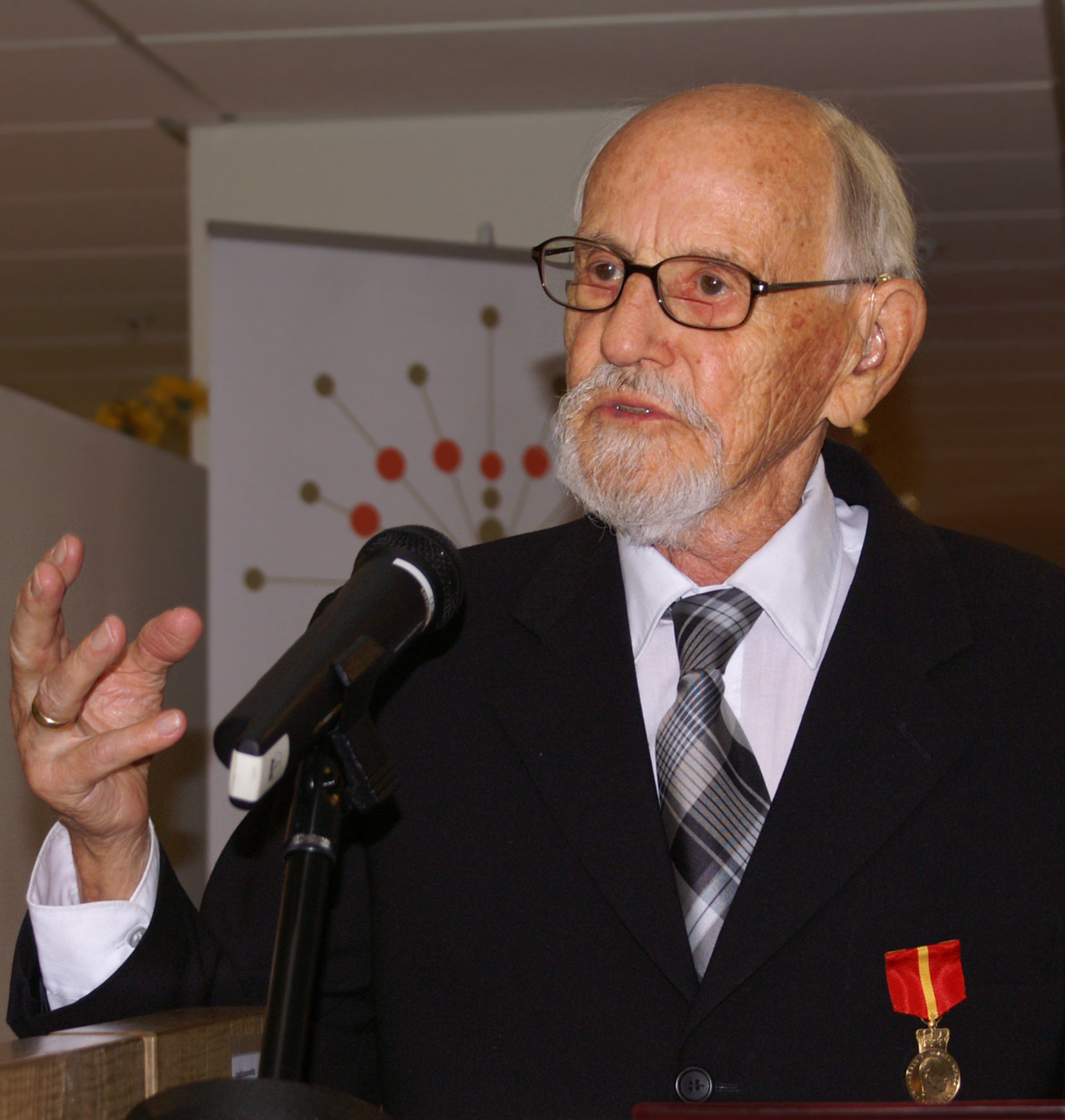
Edin Løvås

Edin Løvås, född 26 november 1920 i Christiania (Oslo), död 1 november 2014 i Halden, var en norsk predikant och författare. Han grundade flera retreatbevegelser, retreatrörelser. 